# Spotsylvania County
Spotsylvania County är ett administrativt område i delstaten Virginia, USA, med 122 397 invånare. Den administrativa huvudorten (county seat) är Spotsylvania Courthouse. 
Slaget vid Wilderness under det amerikanska inbördeskriget utkämpades delvis här 1864. 

## Geografi
Enligt United States Census Bureau har countyt en total area på 1 068 km². 1 038 km² av den arean är land och 30 km² är vatten.  

### Angränsande countyn
- Culpeper County - norr
- Stafford County - nordost
- Caroline County - sydost
- Hanover County - söder
- Louisa County - sydväst
- Orange County - väster och nordväst

### Orter
- Lake Wilderness
- Spotsylvania Courthouse (huvudort)